# 零売
零売（れいばい）とは、医療用医薬品を処方箋なしに、または一般用医薬品を容器から取り出して顧客の必要量だけ販売することをいう。分割販売と呼ぶこともある。処方箋医薬品は、零売することはできない。医療用医薬品の販売は、薬剤師の独占業務であり、更に薬剤師による薬局での対面販売が原則である。

## 概要
処方箋医薬品については医師等からの処方箋の交付を受けた者以外の者に対して、正当な理由なく、販売を行ってはならない（医薬品、医療機器等の品質、有効性及び安全性の確保等に関する法律（薬機法）第49条第1項）。
医療用医薬品には、処方箋医薬品以外の医薬品が数多く存在し、それらの医薬品については零売することができる。一方で2009年施行の薬事法改正により、薬局医薬品の小売りは薬局にのみ認められ、その他の医薬品販売業者での販売は禁止されることとなった（薬機法第27条・第31条・第34条第3項）。
同一成分の薬剤において、薬価基準に収載されている医療用医薬品の薬価と、一般用医薬品の希望小売価格を比較すると、多くの場合医療用医薬品の方が安く設定されている。
処方箋に基づいて医療用医薬品を調剤により授与する場合には、多くの患者が保険医療によっているため、薬価基準に従う必要性が生ずる。しかし、医療用医薬品を零売する場合には、薬局や医薬品販売業者の裁量による価格設定が可能である。そのため、医療用医薬品を薬価よりも高く、かつ一般用医薬品の価格より安い価格で販売すれば、差益を得ることができる。

## 経緯

### 明治時代から2005年通知発出前まで
医薬分業に伴い、例えば100錠入包装から20錠だけを分割販売（零売）することは、薬局間などで行われてきた。これは薬機法第49条第1項の後段にも、「ただし、薬剤師等に販売し、又は授与するときは、この限りでない。」とされ法律で認められた行為である。1970年3月17日、「医薬品を分割販売（零売）するときの表示について」とする厚生省薬事課長文書（薬事第82号）で、分割販売を行なった者とは、販売業者と解して差しつかえないことが明記され、製造業者及び販売業者の両者の住所及び氏名を表示するよう求めており、零売という販売形態は古くからあった。
この「零売」という語句は、明治22年3月15日付「薬律」第22條（薬種商）の項に「封緘した容器を開けて毒薬劇薬を零売することはできない」旨の記載として見ることができる。日本では薬の分割販売という意味しか持たなくなったが、台湾などでは「零賣」は「小売り」の意味で広く使われている。

### 2005年通知発出後から2010年代まで
2005年3月30日付通知で、厚生労働省は、処方箋医薬品以外の医療用医薬品について、「一般用医薬品の販売による対応を考慮したにもかかわらず」、 「やむを得ず販売を行わざるを得ない場合」には、「必要な受診勧奨を行った上」で、処方箋に基づかない販売ができるとし、以下の順守を求めた。
- 必要最小限の数量に限定
- 調剤室での保管と分割
- 販売記録の作成
- 薬歴管理の実施
- 薬剤師による対面販売

「原則」として、「効能・効果、用法・用量、使用上の注意などは医師、薬剤師などの専門家が判断、理解できる記載となっているなど医療において用いられることが前提」としながらも、条件付きで零売を認めた。
2005年4月1日施行の薬事法は、処方箋医薬品の零売を防ごうとしたのも目的のひとつで、要指示医薬品と全ての注射剤や麻薬、向精神薬など、医療用医薬全体の約2⁄3が新たに処方箋医薬品となった。
処方箋医薬品は、直接の容器または被包に「注意―医師等の処方箋により使用すること」の文字の記載が必要であるが、面積が狭い場合などには「要処方」の文字の記載をもつて代えることができる（薬機法施行規則第211条）。零売（分割販売）された医薬品の直接の容器等には薬機法第50条各号に掲げる事項を、それに添付する文書等には同法第52条各号に掲げる事項を表示するとともに、分割販売を行なった者の責任を明確にするため、該者の氏名及び住所をその容器に表示すべきである、としている。

### 2020年代から現在まで
2020年代に入ると、新型コロナウイルス感染症の世界的流行 (2019年-)に端を発する、いわゆるコロナ禍によって感染リスクが懸念される中、常用薬を処方してもらうためだけに病院に出向くことへの忌避感から、零売が人気を博するようになった。また、時期を同じくして、2020年3月26日に日本零売薬局協会も発足して、零売事業者の適正な参入やガイドラインの整備及び遵守を促進することなどが期待された。ところが、2023年に入ると、一部の零売薬局が「処方箋なしで病院の薬が買えます」などと通知で不適切とする広告を出していたことなどが判明して、大幅な規制強化が進められることとなった。その先駆けとして、厚生労働省は2023年2月22日から2024年1月12日にかけて、「医薬品の販売制度に関する検討会」を設置して、具体的な規制の在り方を検討しており、医療用医薬品は処方箋に基づく販売を基本とした上で、リスクの低い医療用医薬品の販売については、法令上で要件を明確化し、例外的に「やむを得ない場合」に薬局での販売を認めてはどうかと答申されている。こうした動向を受けて、業界団体である日本零売薬局協会も役割を終えたとして早々に解散するに至った。